# Прва пандемија куге
Прва пандемија куге била је прва историјски забележена пандемија куге у Старом свету, заразне болести коју изазива бактерија Јерсинија пестис. Такође се назива раносредњовековна пандемија. Почела је Јустинијановом кугом 541. и трајала је до 750. или 767. године; из историјских записа идентификовано је најмање петнаест или осамнаест великих таласа куге после Јустинијанове куге. Пандемија је најтеже и најчешће захватила Средоземни басен, али је заразила и Блиски исток и северну Европу, а потенцијално и источну Азију. Име римског цара Јустинијана I понекад се примењује на читав низ епидемија куге у касној антици.
Пандемија је најпознатија од свог првог и последњег избијања: Јустинијанове куге –, коју је описао савремени римски историчар Прокопије, и куге у Напуљу из касног 8. столећа коју је описао напуљски историчар Јован Ђакон у следећем веку (за разлику од много каснија напуљска куга). Други извештаји савременика пандемије укључени су у текстове Евагрија Схоластика, Јована Ефеског, Гргура Турског, Павла Ђакона и Теофана Исповедника; изгледа да је већина веровала да је куга божанска казна за људска недела.

## Куга у Африци и јужној Арабији
Рани арапски извори бележе да је куга била ендемска у Нубији и Абесинији. Сведочанство Прокопија, који каже да је куга почела у Пелузију на истоку делте Нила, а затим се проширила на Александрију. Према Питеру Сарису, „геополитички контекст раног шестог века“, са аксумско-римским савезом против Химијара и Персије, „био је вероватно кључни предуслов за преношење куге из Африке у Византију“.

## Куге у Францији (541– )
Према епископу – хроничару Тура крајем 6. века, Григорију Турском, постојале су бројне епидемије куге у Краљевству Франака након што је Јустинијанова куга погодила лат. Arelate (Арл) и околни регион крајем 540-их година.Становници погођених подручја прибегли су процесијама, молитвама и бдењима.
Године 582. Гргур Турски извештава о епидемији у лат. Narbo Martius (Нарбон). Према његовим речима, већина становника Албија 584. умрла је од избијања куге.
Године 590. Гргур бележи још једну епидемију куге у лат. Vivarium (Вивиерс) и код лат. Avenio (Авињон) у исто време када је куга избила у Риму под папом Пелагијем II.

## Пошасти 698–701 и 746–747
Ове пошасти су погодиле Византијско царство, Западну Азију, Сирију и Месопотамију и Византијско царство, Западну Азију и Африку.

## Могуће појаве у Кини
Године 610, Чао Јуанфанг је поменуо ендемску кугу „малигног бубоа“ која је описана као „нагло јавља са високом температуром заједно са појавом снопа чворова испод ткива“. Сун Симо, који је умро 652. године, такође је поменуо „малигни бубо“ и кугу која је била уобичајена у Лингану (Гуангдонг). Оле Бенедиктов тврди да је то био изданак прве пандемије куге која је стигла на кинеску територију око 600.

## Последице
Историчар Лестер Литл сугерише да је, баш као што је црна смрт довела до скорог нестанка кметства у западној Европи, прва пандемија довела је до краја ропства, барем у Италији и Шпанији. Студија из 2019, међутим, сугерише да прва пандемија куге није била главни узрок демографских, економских, политичких и друштвених промена широм Европе и Блиског истока од 6. до 8. века нове ере и да су горње процене смртности од пандемије није подржан историјским, археолошким, генетским и палинолошким доказима.